# Smorzando
Smorzando (afgekort: smorz.) is een muziekterm (ontleend aan het Italiaanse smorzare = wegsterven of uitsterven), die aangeeft dat op de plek waar de aanduiding in de partituur staat (doorgaans tegen het einde van een stuk of deel van een stuk) de muziek dient 'uit te sterven'. In de praktijk wordt dit gerealiseerd door een combinatie van zachter en langzamer worden, tot op de grens van onhoorbaarheid.